# Meurtre en trois actes (téléfilm)
Meurtre en trois actes est un téléfilm français réalisé par Claude Mouriéras, produit en 2013 et diffusé sur la chaîne France 2 le 29 juin 2016.

## Synopsis
Alors que Delphine, sociétaire de la Comédie-Française, s'est donné la mort quelques mois auparavant, les coulisses de la Maison de Molière deviennent soudain le théâtre d'une série de meurtres inexpliqués. L'officier de police Domont, Christian Hecq, et sa partenaire Julie Strozzi, Suliane Brahim, mènent une enquête compliquée au sein d'une troupe de comédiens en pleine action et à fleur de peau, tiraillés entre rivalités professionnelles, intrigues sentimentales et la crainte de rencontrer l'assassin. 

## Fiche technique
- Titre original : Meurtre en trois actes
- Réalisation : Claude Mouriéras
- Scénario : Claude Mouriéras et Jean-Luc Gaget
- Image : Crystel Fournier
- Son : Julien Sicart
- Montage : Monique Dartonne
- Musique originale : Éric Slabiak
- Décor : Laurence Vendroux
- Production : Muriel Meynard d'AGAT Films & Cie, avec la Comédie-Française
- Pays d'origine : France
- Format : couleurs, 16/9e
- Genre : policier
- Durée : 90 minutes
- Date de production : 2013
- Première diffusion : 28 juin 2016
- Chaîne de diffusion : France 2

## Distribution
- Michel Aumont : Francis Terracol
- Éric Ruf : Éric Escalette
- Florence Viala : Clara Duret
- Denis Podalydès : Philippe Laclanche
- Laurent Stocker : Sébastien Bonnard
- Elsa Lepoivre : Delphine Thuillier
- Julie Sicard : Sophie Daigremont
- Hervé Pierre : Greg Brunet
- Marie-Sophie Ferdane : Fabienne Charpentier
- Benjamin Jungers : le régisseur
- Christian Hecq : l'inspecteur Domont
- Suliane Brahim : Julie Strozzi
- Nâzim Boudjenah : Olivier Castang
- Jennifer Decker : Émilie Lesage
- Elliot Jenicot : Samuel Minc
- Marion Malenfant : Marion Piette

## Production
Coproduite par la Comédie-Française et tournée en huis clos pendant une période de travaux dans les locaux-mêmes de la salle Richelieu, cette fiction policière affiche une distribution prestigieuse avec seize acteurs issus du « Français[pas clair] ».

## Récompense
Meurtre en trois actes a reçu en 2013 le prix du meilleur téléfilm au 15e Festival de la fiction TV de La Rochelle, avec une mention spéciale à Hervé Pierre.